# Placówka Straży Granicznej I linii „Zelgniewo”
Placówka Straży Granicznej I linii „Zelgniewo” – jednostka organizacyjna Straży Granicznej pełniąca służbę ochronną na granicy polsko-niemieckiej w okresie międzywojennym.

## Formowanie i zmiany organizacyjne
Na wniosek Ministerstwa Skarbu, uchwałą z 10 marca 1920 roku, powołano do życia Straż Celną. Od połowy 1921 roku jednostki Straży Celnej rozpoczęły przejmowanie odcinków granicy od pododdziałów Batalionów Celnych. Proces tworzenia Straży Celnej trwał do końca 1922 roku. Placówka Straży Celnej „Zelgniewo” weszła w podporządkowanie komisariatu Straży Celnej „Wysoka” z Inspektoratu SC „Międzychód”.
Rozporządzeniem Prezydenta Rzeczypospolitej Polskiej Ignacego Mościckiego z 22 marca 1928 roku, do ochrony północnej, zachodniej i południowej granicy państwa, a w szczególności do ich ochrony celnej, powoływano z dniem 2 kwietnia 1928 roku  Straż Graniczną.
Rozkazem nr 2 z 19 kwietnia 1928 roku w sprawie organizacji Pomorskiego Inspektoratu Okręgowego dowódca Straży Granicznej gen. bryg. Stefan Pasławski określił strukturę organizacyjną komisariatu SG „Rudna”. Placówka Straży Granicznej I linii „Zelgniewo” znalazła się w jego strukturze.
Rozkazem nr 4 z 26 września 1936 roku  w sprawach przeniesienia siedzib i likwidacji posterunków  zlikwidowano placówkę I linii „Brodna”. Obsadę placówki przydzielono do placówki „Zelgniewo”.

## Służba graniczna
Wydarzenia
- 1 września 1939 placówka została napadnięta przez rodzinę niemieckich dywersantów. W wyniku napadu od ciosu siekierą zginął strażnik Szczepan Ławniczak - jedna z pierwszych ofiar II wojny światowej[8].

Sąsiednie placówki
- placówka Straży Granicznej I linii „Maryniec” ⇔ placówka Straży Granicznej I linii „Jeziorki” − 1928

## Kierownicy/dowódcy placówki
| stopień          | imię i nazwisko | okres pełnienia służby | kolejne stanowisko |
| ---------------- | --------------- | ---------------------- | ------------------ |
| starszy strażnik | Marceli Nowak   | był w 1935 –           |                    |